# Prothovo číslo
Prothovo číslo je přirozené číslo, které je možné zapsat ve tvaru {\displaystyle k\cdot 2^{n}+1}, kde {\displaystyle k} je liché přirozené číslo menší než {\displaystyle 2^{n}}. Pokud se jedná o prvočíslo, nazývá se Prothovo prvočíslo. 
Posloupnost Prothových čísel (v Online encyklopedii celočíselných posloupností posloupnost A080075) začíná 
3, 5, 9, 13, 17, 25, 33, 41, 49, 57, 65, 81, 97, 113, 129, 145, 161, 177, 193, 209, …
Posloupnost Prothových prvočísel (v Online encyklopedii celočíselných posloupností posloupnost A080076) začíná:
3, 5, 13, 17, 41, 97, 113, 193, 241, 257, 353, 449, 577, 641, 673, 769, 929, 1153,…
Prothova čísla se jmenují podle amatérského francouzského matematika Françoise Protha, který dokázal, že jsou prvočísly právě tehdy, pokud existuje celé číslo {\displaystyle a} takové, že
{\displaystyle a^{(p-1)/2}\equiv -1\mod {p},}
tedy vlastnost, kterou je možné využít k testování jejich prvočíselnosti. Zmíněné tvrzení se nazývá Prothova věta. 
Mezi speciální případy Prothových čísel patří Cullenova čísla a Fermatova čísla.